# Gemünd (Ebern)
Gemünd ist ein Gemeindeteil der Stadt Ebern im unterfränkischen Landkreis Haßberge in Bayern.

## Geografie
Der Weiler liegt im östlichen Teil des Landkreises, sechs Kilometer westlich von Ebern, in einem Seitental der Baunach, das von der Preppach durchflossen wird. Die Staatsstraße 2278, die Hauptverbindung zwischen Ebern und der etwa 25 Kilometer entfernten Kreisstadt Haßfurt, führt durch den Ort.

## Geschichte
Der Ortsname geht wohl auf den Zusammenfluss mehrerer kleiner Bäche südwestlich des Weilers zurück. Dies wurde im Mittelhochdeutschen als „gemünde“ bezeichnet.
Die erste urkundliche Erwähnung war 1232 in der Teilungsurkunde des Würzburger Bischofs Hermann, in der Ebern von der Pfarrei Pfarrweisach getrennt wurde und unter anderem „Beminde“ zur Pfarrei Ebern kam. 1244 übergab Ludwig von Raueneck dem Bischof von Würzburg Güter in dem Dorf „Gemunde“. 1433 hatten die von Rotenhan einen Hof in „Gemünde“.
Im Jahr 1862 wurde die Landgemeinde Welkendorf in das neu geschaffene bayerische Bezirksamt Ebern eingegliedert. Sie umfasste drei Orte: das Dorf Welkendorf, den 1 Kilometer entfernten Weiler Gemünd sowie die 1,5 Kilometer entfernte Einöde Gemündermühle.
Im Jahr 1871 zählte die Gemeinde 98 Einwohner, davon 32 Katholiken und 66 Protestanten, sowie insgesamt 20 Wohngebäude. Die 38 Einwohner des Weilers Gemünd waren der 2 Kilometer entfernten katholischen beziehungsweise evangelischen Pfarrgemeinde in Jesserndorf zugeordnet, wo sich auch die beiden Bekenntnisschulen befanden.
Im Jahr 1900 lebten im Ort 28 Einwohner in 4 Wohngebäuden. 
Im Jahr 1925 hatte die 268,61 Hektar großen Gemeinde Welkendorf 80 Einwohner, davon 20 Katholiken, in 17 Wohngebäuden. Für den Weiler Gemünd wurden 27 Einwohner und 6 Wohngebäude verzeichnet.

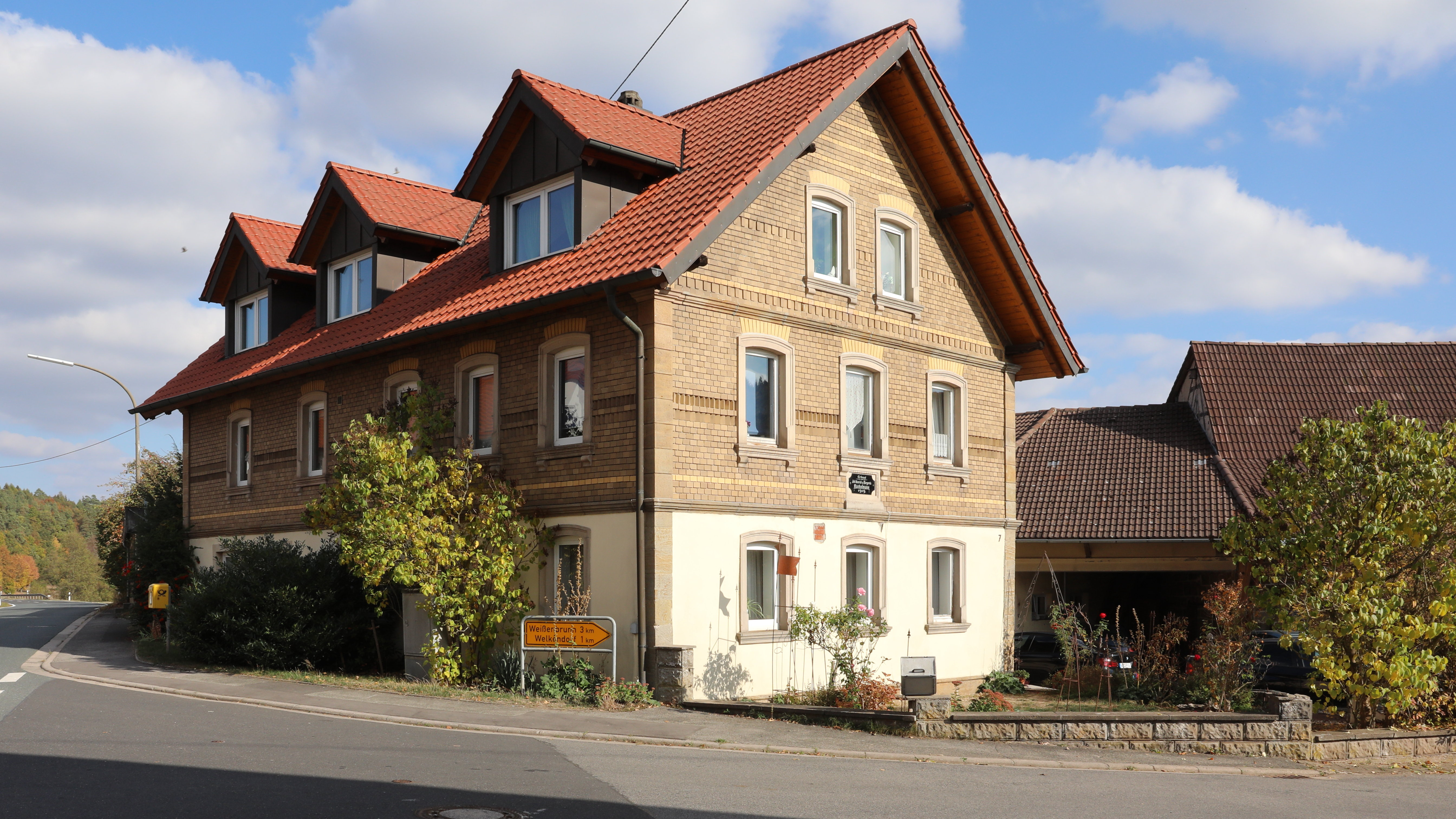
Bauernhaus in Gemünd

Im Jahr 1950 hatte der Weiler Gemünd 31 Einwohner und 5 Wohngebäude. 1961 wurden 24 Einwohner und 5 Wohngebäude gezählt. 1970 lebten in Gemünd 20 Personen.
Im Zuge der bayerischen Gebietsreform wurde am 1. Juli 1972 der Landkreis Ebern aufgelöst und Welkendorf kam mit dem Weiler Gemünd zum neu gebildeten Landkreis Haßberge. 
Am 1. Januar 1978 erfolgte die Eingliederung der Gemeinde Welkendorf mit ihren Ortsteilen, dem Weiler Gemünd und der Einöde Gemündermühle, in die Stadt Ebern.
Im Jahr 1987 hatte Gemünd 21 Einwohner bei weiterhin 5 Wohngebäuden, die insgesamt 7 Wohnungen umfassten.